# Messier 105
Messier 105 (M105 o NGC 3379) és una galàxia el·líptica situada a la constel·lació Lleó. Va ser descoberta per Pierre Méchain el 24 de març de 1781, just alguns dies després d'haver descobert les galàxies veïnes Messier 95 i Messier 96.
Aquesta galàxia forma part dels objectes anomenats addicionals del catàleg Messier, ja que no van ser inclosos en ell en la seva època. Messier 105 es va incloure al catàleg quan Helen S. Hogg va trobar una carta de Méchain que describia aquest objecte i el va incloure el 1947. Aquesta mateixa galàxia va ser independentment descoberta per William Herschel l'11 de març de 1784 i anomenada posteriorment NGC 3379.
M105 està classificada com de tipus E1 en la seqüència de Hubble, es troba aproximadament a 38 milions anys llum del sistema solar del que s'allunya a una velocitat de 752 km/s.
Les observacions de la regió central de la galàxia fetes amb el telescopi espacial Hubble mostra que conté un objecte central extremadament massiu, amb una massa de l'ordre de 50 milions de masses solars, que es podria tractar d'un forat negre supermassiu.

## Grup de galàxies
Es tracta de la galàxia més brillant de la constel·lació del grup de galàxies conegut com a grup M96 o (grup Leo I), situat a la constel·lació del lleó que també inclou M95 i M96.